# 封过水库
封过水库是中国云南省昆明市禄劝彝族苗族自治县境内的一座水库，位于封过河上，建于1976年。水库正常库容为798万立方米，集雨面积为41平方千米，海拔为2244米。